# Cimetière monumental de Vérone
Le cimetière monumental de Vérone est le cimetière principal de la ville de Vérone. Il a été conçu par l'architecte Giuseppe Barbieri (it) à partir de 1828.

## Histoire
La construction du cimetière était nécessaire conformément aux lois napoléoniennes prévoyant que les cimetière publics seraient construits en dehors des murs de la ville. Auparavant, les morts étaient enterrés dans diverses églises, principalement dans l'église San Bernardino et dans l'église de la Sainte Trinité à Monte Oliveto.
Le cimetière a été construit dans le style néo-classique et bien qu'il semble majestueux dans la taille de l'espace disponible pour les sépultures il a été réalisé dans un court laps de temps. Pour cette raison, à partir de 1910 le cimetière a été élargi par la création d'une nouvelle aile de taille égale sur le côté Est, le dit Nouveau Cimetière. Dans les années 1930, fut réalisé le temple-ossuaire des morts de la Grande Guerre et le Cimetière du Jardin.
L'église du cimetière, dédié au très Saint-Rédempteur, en 1884 a été doté de trois cloches à la véronèse dans les tons de Sib3.

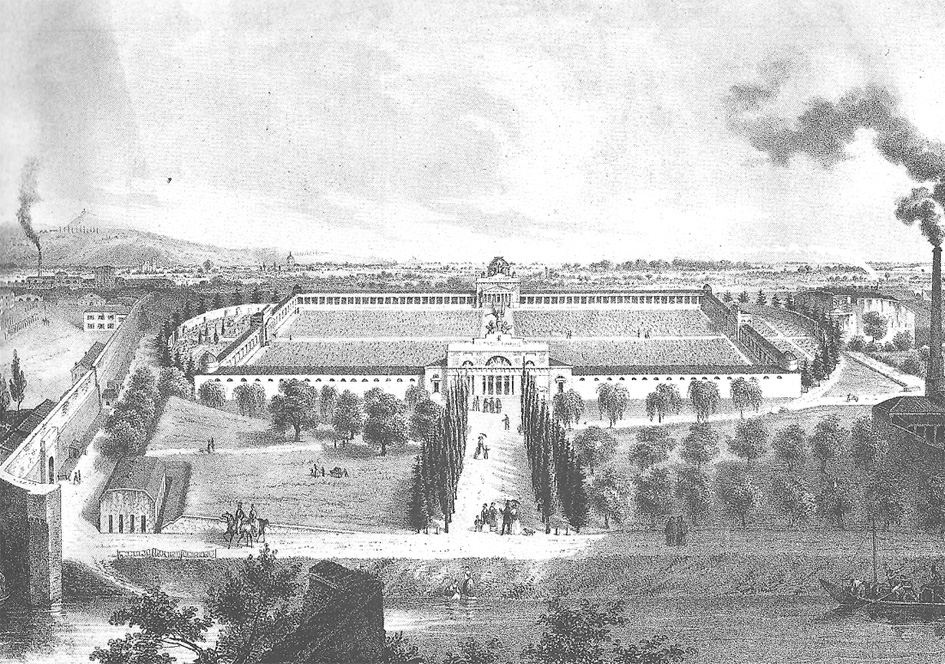
Gravure du cimetière monumental au XIXe siècle.
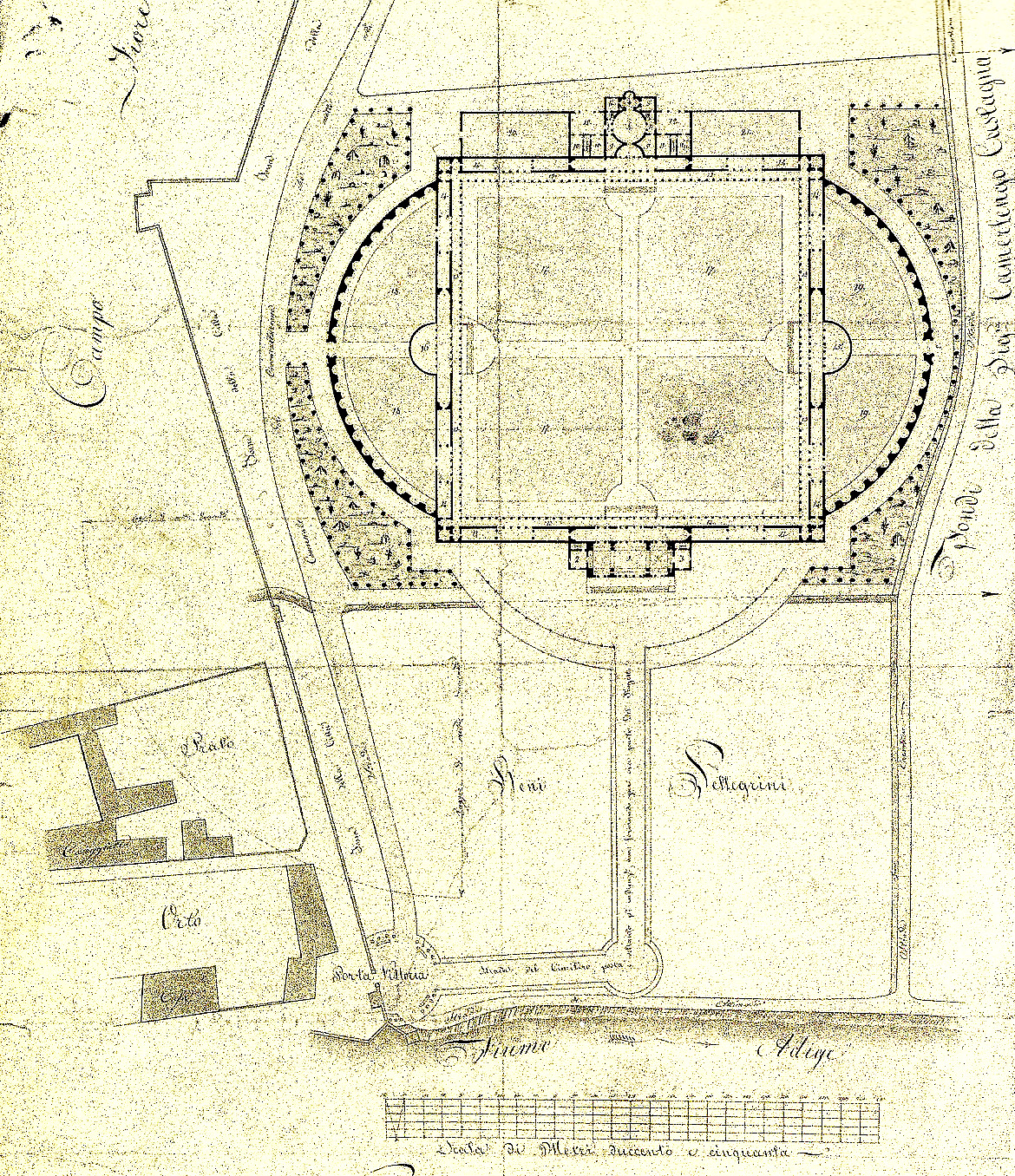
Projet.
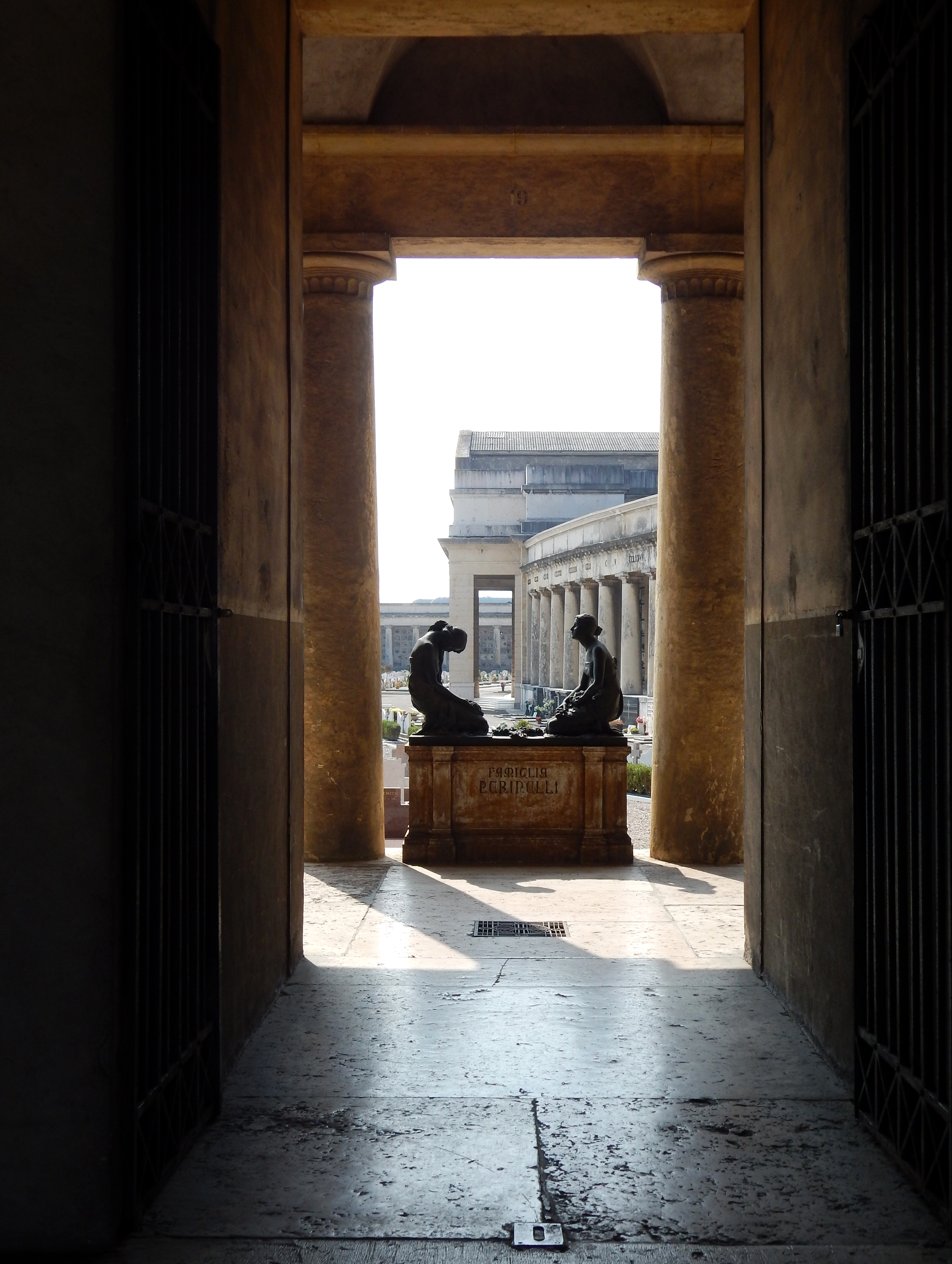
Caveau de la famille Perinelli.

## Personnalités
- Emilio Salgari
- Umberto Boccioni
- Lionello Fiumi
- Nino Martini
- Maria Pia de Saxe-Cobourg Bragance
- Carlo Montanari
- Giuseppe Zamboni
- Luigi Musso